# 파쿠
파쿠(학명: Piaractus mesopotamicus)는 남아메리카의 파라과이강-파라냐강 유역 원산의 민물고기다. 인간의 수산양식으로 인해 원래 서식지 밖으로 널리 퍼졌다.